# Callianthe purpusii
Callianthe purpusii är en malvaväxtart som först beskrevs av Paul Carpenter Standley, och fick sitt nu gällande namn av Donnell. Callianthe purpusii ingår i släktet Callianthe och familjen malvaväxter. Inga underarter finns listade i Catalogue of Life.